# Philipp Kleffel
Philipp Kleffel (Posen, 9 dicembre 1887 – Coburgo, 10 ottobre 1964) è stato un generale tedesco.

## Biografia
Philipp Kleffel nacque a Posen nel 1887, si arruolò nell'esercito prendendo parte alla prima guerra mondiale; al termine del conflitto entrò nella Reichswehr divenendo, nel 1936, comandante del 14º reggimento di cavalleria e, nel 1939, Capo di Stato Maggiore dell'XI distretto militare.
Allo scoppio della seconda guerra mondiale partecipò alla campagna di Polonia e di Francia, divenendo, il 15 aprile 1940, comandante della 1ª divisione di fanteria, con la quale prese parte all'Operazione Barbarossa.
Dopo la sconfitta nella battaglia di Mosca Kleffel fu trasferito al L corpo d'armata il 16 gennaio 1942, e, nel 1943, al I corpo d'armata. Negli ultimi due anni di guerra fu al comando rispettivamente del XVI e del XXX corpo d'armata. Catturato dalle truppe britanniche nel 1945 fu rilasciato nel 1947; morì a Coburgo il 10 ottobre 1964.